# Escuela Bancaria y Comercial
La Escuela Bancaria y Comercial (EBC) è un'istituzione educativa privata messicana, specializzata in economia, amministrazione e diritto, fondata nel 1929 a Città del Messico. Riconosciuta come una delle principali scuole di business del Messico, l'EBC conta 14 campus distribuiti nel paese e una rete di oltre 160.000 ex alunni. Offre programmi di laurea e post-laurea, oltre a corsi di formazione continua e opportunità di scambio internazionale.

## Storia
L'EBC fu fondata il 29 agosto 1929 come "Escuela Bancaria del Banco de México" su iniziativa del presidente Plutarco Elías Calles, per formare personale per il settore bancario in un periodo di riorganizzazione economica post-rivoluzionaria. Diretta da Manuel Gómez Morin e Alberto Mascareñas, chiuse nell'agosto 1932 per difficoltà interne. Fu rifondata il 22 agosto 1932 come Escuela Bancaria y Comercial, con lezioni avviate il 1º settembre in Calle Palma 27, Città del Messico.
Nel 1939, durante la presidenza di Lázaro Cárdenas, un decreto presidenziale, pubblicato sul Diario Oficial de la Federación l'11 settembre, riconobbe ufficialmente i suoi studi, garantendo autonomia accademica. Nel 1942 si trasferì nel Campus Reforma, in Paseo de la Reforma. Nel 1981, la Secretaría de Educación Pública (SEP) accreditò il sistema di Enseñanza Abierta (IDEA). Nel 2008, l'EBC istituì l'Archivio Storico e Museo EBC per preservare il suo patrimonio.

## Relazione con il Banco de México
L'EBC nacque sotto l'egida del Banco de México, la banca centrale messicana fondata nel 1925 per garantire la stabilità monetaria. Creata inizialmente per formarne il personale, l'EBC si sviluppò come istituzione indipendente, mantenendo un forte legame storico con la banca centrale e contribuendo alla formazione di professionisti per il settore finanziario messicano.